# Ascarididae
Gli Ascarididi (Ascarididae W.Baird, 1853) sono una famiglia di nematodi o vermi cilindrici.

## Tassonomia
La famiglia comprende i seguenti generi:
- Angusticaecum
- Ascaris Linnaeus, 1758
- Baylisascaris
- Ophidascaris
- Parascaris
- Porrocaecum
- Rostellascaris
- Toxascaris